# Zavrh, Trebnje
Zavrh este o localitate din comuna Trebnje, Slovenia, cu o populație de 4 locuitori.